# Karel van Brunswijk-Wolfenbüttel

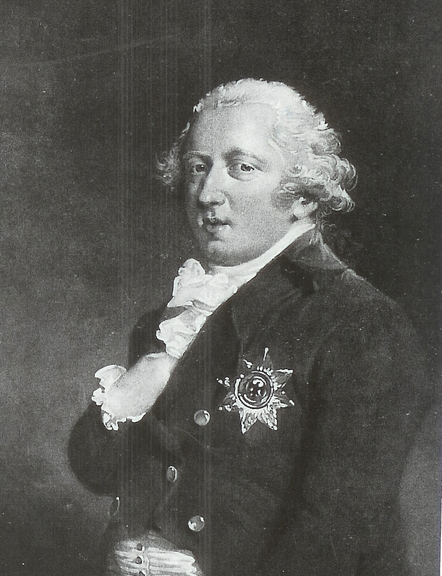
Karel van Brunswijk

Karel George August hertog van Brunswijk-Wolfenbüttel (Londen, 8 februari 1766 - Antoinettenruh, 20 september 1806) was de zoon van Karel II hertog van Brunswijk-Wolfenbüttel en Augusta Frederika van Hannover, prinses van Groot-Brittannië en Ierland.
Karel trouwde op 14 oktober 1790 in Den Haag, 24 jaar oud, met Louise van Oranje-Nassau (1770-1819), dochter van stadhouder Willem V van Oranje-Nassau en Wilhelmina van Pruisen. Willem V had toestemming verleend voor het huwelijk als beloning voor zijn vader, die het Pruisische leger in 1787 leidde tegen de Patriotten in Nederland en de stadhouder herstelde in zijn macht. Het huwelijk bleef kinderloos.
Karel was zwakbegaafd en werd later vrijwel geheel blind. Zijn vrouw verzorgde hem tot zijn dood in september 1806. Hij werd 40 jaar oud. 